# Crystallichthys mirabilis
Crystallichthys mirabilis is een straalvinnige vissensoort uit de familie van slakdolven (Liparidae). De wetenschappelijke naam van de soort is voor het eerst geldig gepubliceerd in 1898 door Jordan & Gilbert.